# Dasineura citri
Dasineura citri är en tvåvingeart som först beskrevs av Rao och Grover 1960.  Dasineura citri ingår i släktet Dasineura och familjen gallmyggor. Inga underarter finns listade i Catalogue of Life.